# Сендюково
Сендюково — деревня в составе  Аксёльского сельского поселения Темниковского района Республики Мордовия.

## География
Находится на расстоянии примерно 16 километров на юго-восток от районного центра города Темников.

## История
Основана после отмены крепостного права. В 1931 году  в ней был учтен 41 двор. Название по фамилии основателей.

## Население
Постоянное население составляло 31 человек (русские 97%) в 2002 году, 18 в 2010 году .